# Gbangbatoke
Gbangbatoke est un village situé dans le district de Moyamba dans la province du Sud, en Sierra Leone.

## Personnalités liées
- Milton Margaï
- Albert Margai

## Source
- (en) Cet article est partiellement ou en totalité issu de l’article de Wikipédia en anglais intitulé « Gbangbatoke » (voir la liste des auteurs).